# Johann Wolfgang Frölicher

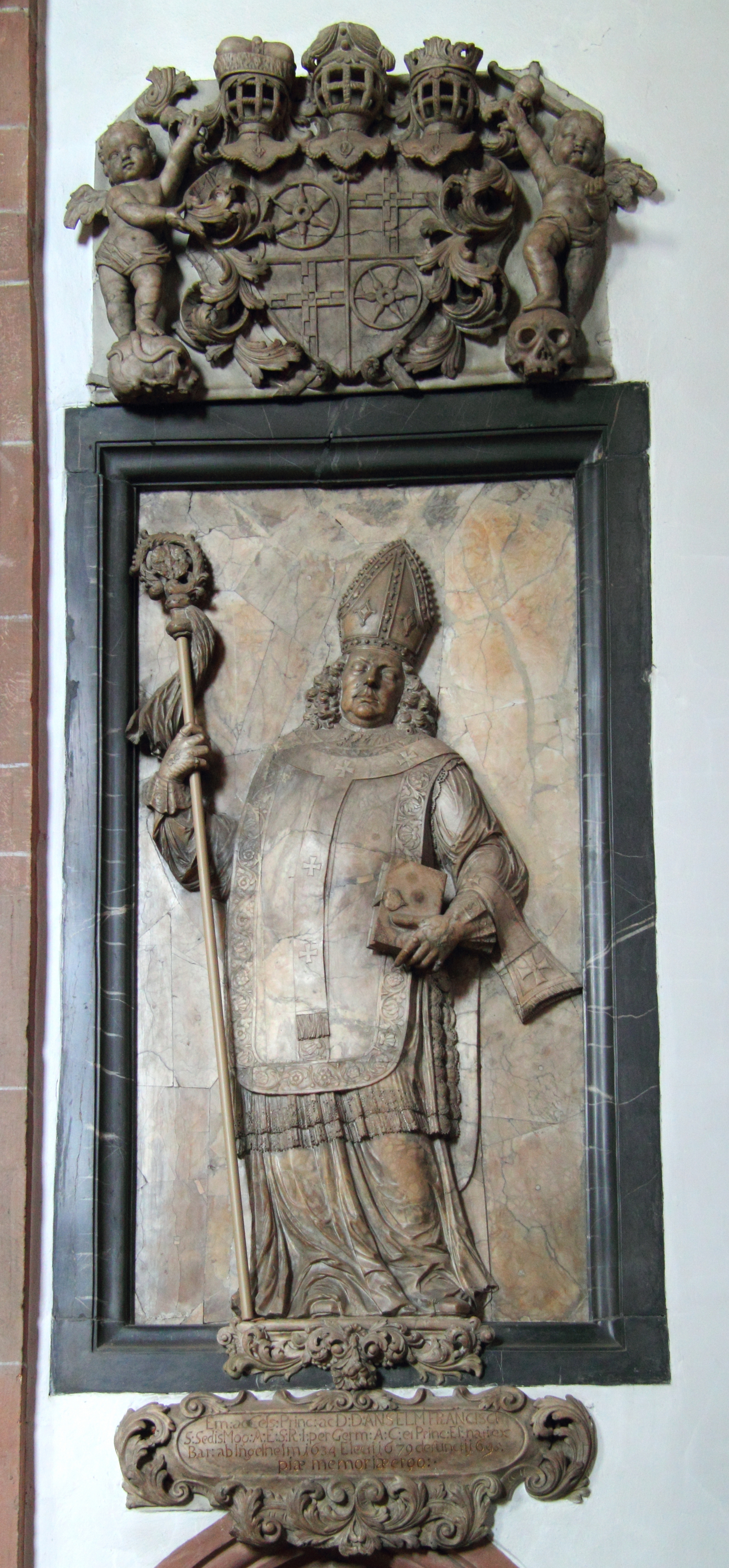
Epitaph des Anselm Franz von Ingelheim (1634–1695) von Johann Wolfgang Fröicher in der Stiftskirche St. Peter und Alexander in Aschaffenburg, 1695

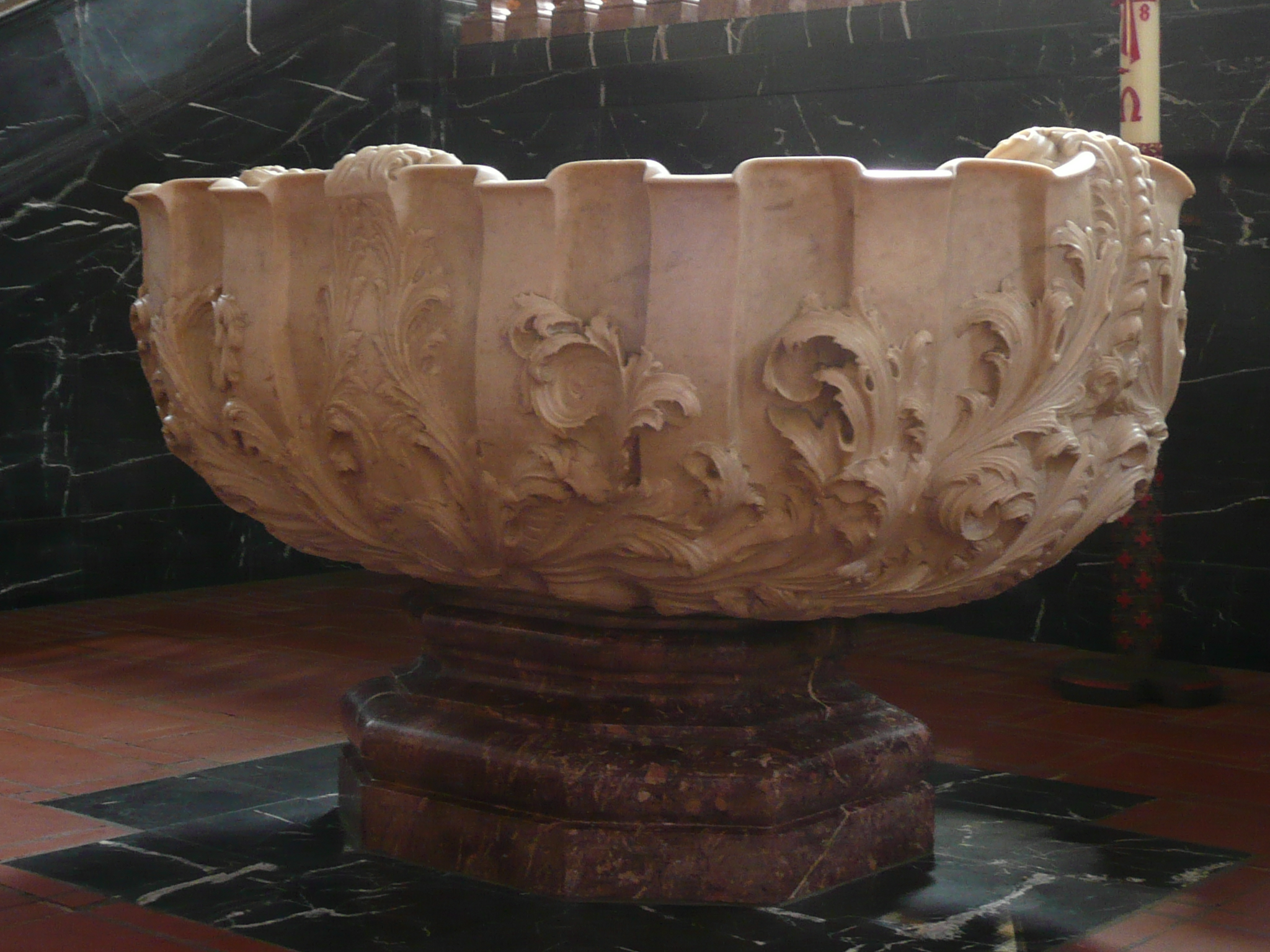
Taufbecken im Trierer Dom von Johann Wolfgang Frölicher, um 1700

Johann Wolfgang Frölicher (getauft 29. Juni 1652 in Solothurn; † 26. April 1700 in Trier) war ein aus der Schweiz stammender Bildhauer des Barock. 

## Leben und Werk
Johann Wolfgang Frölicher war der Sohn des Schankwirts und Händlers Johann Ulrich Frölicher des Älteren und der Anna Maria Graf. Frölicher. Aufgrund stilistischer Anhaltspunkte ist davon auszugehen, dass er seine künstlerische Ausbildung außerhalb von Solothurn erhielt, möglicherweise in den Niederlanden oder Italien. Möglich erscheint jedoch auch ein Selbststudium anhand graphischer Vorlagen. 
1676 ließ sich Fröhlicher in Frankfurt am Main nieder, heiratete dort Anna Maria Hepper, mit der er elf Kinder hatte, und wurde 1683 Bürger von Frankfurt. Tätig war er in und um Frankfurt am Main, Mainz und Trier. Er schuf zahlreiche Ausstattungen für Kirchen und Grabdenkmäler. Begraben wurde er im Kreuzgang des Trierer Domes, eine auf sein Grab verweisende Marmortafel befindet sich seit 2015 wieder im Kreuzgang, nachdem sie lange Zeit im Depot eines Museums verwahrt worden war. Sein Bruder war der Bildhauer Johann Peter Frölicher, einer seiner Schüler Cornelius Andreas Donett.

## Werke
Siehe Online-Inhaltsverzeichnis der Dissertation von Nicole Beyer und SIKART-Datenblatt.